# Lysiteles maior
Lysiteles maior är en spindelart som beskrevs av Ono 1979. Lysiteles maior ingår i släktet Lysiteles och familjen krabbspindlar. Inga underarter finns listade i Catalogue of Life.